# Claudio Quarantotto
Claudio Quarantotto (Rovigno, 20 dicembre 1936 – Roma, 16 aprile 2014) è stato un giornalista e critico cinematografico italiano.

## Biografia
Nato a Rovigno in una famiglia di origine istriana, il padre Paolo fu deputato e prefetto. A vent'anni cominciò a collaborare, grazie a Nino Tripodi, alla terza pagina del quotidiano missino Il popolo italiano, curata da Piero Buscaroli. Nel frattempo si laureò in Giurisprudenza presso l'Università di Roma.
Si occupò soprattutto di cinema, sia come critico che come autore e sceneggiatore per Gualtiero Jacopetti. Nel 1963 aiutò, come assistente iconografico, Giovannino Guareschi nella realizzazione del secondo episodio del film La rabbia. Fu redattore del Borghese di Mario Tedeschi e collaborò a vari quotidiani: dal Giornale d'Italia al Roma di Napoli, del quale curò la pagina culturale, alla testata romana Il Tempo. Fu inoltre vicedirettore del mensile Prospettive nel mondo.
Negli anni Settanta fondò e diresse la rivista La Destra, su cui si alternarono alcune fra le firme più prestigiose della cultura europea del tempo, da Giuseppe Prezzolini a Mircea Eliade a Ernst Jünger a Thomas Molnar e Gabriel Marcel; e creò la collana I Libri del Borghese, in cui tradusse e pubblicò numerosi autori. Collaborò anche alla redazione dei testi della trasmissione Almanacco del giorno dopo.
Tra gli ultimi incarichi giornalistici si ricorda quello di capo redattore della rivista L'Italia settimanale.
A lui si deve infine la cosiddetta fase del Prezzolini "conservatore": allo storico direttore della Voce commissionò infatti la stesura, per la rivista La Destra, del celebre Manifesto dei conservatori.

## Premi
- 1965 - Premio Daria Borghese[8]
- 1972 - Premio Simpatia[9]

## Filmografia

### Attore
- La Rabbia 1, la Rabbia 2, la Rabbia 3... l'Arabia (2008) di Tatti Sanguineti

### Sceneggiatore
- Mondo candido (1975) di Gualtiero Jacopetti e Franco Prosperi

## Opere
- Il cinema, la carne e il diavolo, Milano, Le Edizioni del Borghese, 1962.
- Lo spettacolo all'assalto della società, Roma, INSPE, 1962.
- L'ABZ della contestazione, Milano, Le Edizioni del Borghese, 1971.
- Il fascista Vittorini, Milano, Le Edizioni del Borghese, 1972.
- Gli intellettuali e la marcia su Roma, Milano, Le Edizioni del Borghese, 1972.
- Tutti fascisti!, Milano, Le Edizioni del Borghese, 1976.
- Dizionario del nuovo italiano, Roma, Newton Compton, 1987.
- Insultario pubblico, Roma, Newton Compton, 1992.
- Claudio Quarantotto (a cura di), Lettere a Suor Margherita: 1956-1982/Giuseppe Prezzolini, Roma, Edizioni di Storia e Letteratura, 1992.
- Dizionario della musica pop e rock, Roma, Newton Compton, 1994.
- Claudio Quarantotto (a cura di), Intervista sulla destra: Giuseppe Prezzolini, Milano, Mondadori, 1994.
- Dizionario della parole nuovissime, Roma, Newton Compton, 2001.